# سام كالدويل
سام كالدويل (بالإنجليزية: Sam Caldwell) هو شخصية أعمال وسياسي أمريكي، ولد في 4 نوفمبر 1892 في الولايات المتحدة، وتوفي في 14 أغسطس 1953 في شريفبورت في الولايات المتحدة. حزبياً، نشط في الحزب الديمقراطي.